# Марк Лоуренсон
Марк Лоуренсон (англ. Mark Lawrenson, нар. 2 червня 1957, Престон) — ірландський футболіст англійського походження, що грав на позиції захисника. По завершенні ігрової кар'єри — футбольний тренер та телеексперт.
Виступав, зокрема, за клуб «Ліверпуль», а також національну збірну Ірландії.

## Клубна кар'єра

### «Престон» і «Брайтон»
Марк почав кар'єру у віці 17 років у команді свого рідного Престона — клубі «Престон Норт Енд», яким у той час керував чемпіон світу 1966 року Боббі Чарльтон. За підсумками сезону молодий захисник отримав нагороду Гравця року за версією вболівальників «Престона».
Провівши 73 матчі за рідний клуб, влітку 1977 році він перейшов в «Брайтон енд Гоув Альбіон» за 100 тисяч фунтів. За іронією долі, пропозиція «Брайтона» виявилася керівництву «Престона» більш привабливим, ніж пропозиція «Ліверпуля», також який виявляв до нього інтерес. Дебют Лоуренсона в новій команді відбувся 20 серпня 1977 року в гостьовому поєдинку проти «Саутгемптона». Незабаром Марк став гравцем основи клубу, у сезоні 1977/78 років він 40 разів виходив на матчі ліги, а до кінця сезону 1980/81 років на його рахунку було вже 152 появи на полі в матчах ліги за «Брайтон». Однак 1981 року його команда опинилася перед лицем фінансової кризи, і, аби позбавитися від боргів, керівництво вирішило продати Лоуренсона. Бажаючих придбати захисника було чимало, але найспритнішим виявився «Ліверпуль», менеджер якого Боб Пейслі цього разу не упустив шансу підписати цього гравця.

### Ліверпуль
За Марка «Ліверпулю» довелося викласти 900 тисяч фунтів, що стало на той момент рекордом для клубу. Влітку 1981 року Лоуренсон опинився на «Енфілді», де він повинен був стати партнером Алана Гансена у центрі захисту, так як Філ Томпсон отримав травму, проте нерідко його використовували і як крайнього захисника чи в півзахисті. Перший свій матч у «Ліверпулі» він провів 29 серпня 1981 року на позиції лівого захисника. В цій грі «червоні» поступилися в гостях «Вулвергемптону» з рахунком 0:1. Місяць потому, 30 вересня, він забив свій перший гол за клуб. Сталося це у матчі, що проводився в рамках розіграшу Кубка Чемпіонів, «Ліверпулю» на Енфілді протистояв фінський клуб «Оулу». Лоренсон вийшов на заміну Рею Кеннеді на 64-й хвилині, а вже на 72-й забив гол. Ще одним гравцем, який забив у цей день свій перший м'яч за «Ліверпуль» став Іан Раш.
В перший же сезон Лоуренсон виграв з «Ліверпулем» чемпіонат і Кубок Ліги, в наступному році його команда втримала обидва ці трофеї, а ще рік потому виграла обидва турніри і в третій раз поспіль. У 1984 році «Ліверпуль» виграв ще і Кубок чемпіонів.
До того часу, коли «Ліверпуль» в 1986 році зробив «дубль», вигравши чемпіонат і Кубок Англії, пара центральних захисників Гансен — Лоуренсон вже була визнана найсильнішою в Англії. Однак на той момент конкуренцію Лоуренсону вже став складати молодий Гарі Гіллеспі. Ще лише один сезон пару захисників «Ліверпуля» становили Гансен і Лоуренсон. Потім Марк отримав травму, яка змусила його покинути клуб. Але чемпіонську медаль за підсумками сезону 1987—1988 років він все ж отримав. Всього за «Ліверпуль» Лоуренсон провів 332 матчі і забив 18 голів у всіх змаганнях.
Після невдалої тренерської роботи з «Оксфордом», Лоуренсон провів кілька матчів за «Барнет» у Футбольній Конференції, після чого недовго потрав за американський клуб «Тампа-Бей Роудіс».
Остаточно завершив професійну ігрову кар'єру у нижчолігових англійських клубах «Корбі Таун» та «Чесем Юнайтед», за які виступав протягом 1990—1992 років.

## Виступи за збірну
Впевнена гра Лоуренсона привернула увагу тренерів збірної Ірландії, тренер якої Джонні Гайлз виявив, що Марк може виступати за збірну «Зеленого острова» завдяки тому, що його дід був ірландцем.
Перший матч за національну команду Лоуренсон провів у віці 19 років — 24 квітня 1977 року, вийшовши на поле в товариському матчі проти збірної Польщі (0:0). Протягом кар'єри у національній команді, яка тривала 11 років, провів у формі головної команди країни 39 матчів, забивши 5 голів.

## Кар'єра тренера
Завершивши кар'єру в «Ліверпулі», Лоуренсон в березні 1988 року отримав запрошення очолити «Оксфорд Юнайтед», але вже в жовтні пішов з посади відразу ж після того, як керівництво, не запитавши думки Марка, вирішило продати найкращого гравця команди Діна Сондерса.
У вересні 1989 року Лоуренсон був призначений головним тренером «Пітерборо Юнайтед», однак через рік, у листопаді 1990 року, він залишив і цю посаду, не досягши особливих успіхів.

## Кар'єра на телебаченні
Лоуренсон почав працювати аналітиком на телебаченні, але потім на деякий час повернувся у футбол, ставши тренером з оборонних дій в «Ньюкасл Юнайтед» у Кевіна Кігана. Однак незабаром Лоуренсон знову повернувся до роботи в мас-медіа. З тих пір він зарекомендував себе одним з найбільш проникливих аналітиків і непоганим коментатором, працюючи і для телебачення і радіо BBC. Нерідко він перетинався на таких програмах зі своїм давнім партнером по обороні «Ліверпуля» Аланом Гансеном. Після відходу Тревора Брукінга саме Лоуренсон став основним співкоментатором на головних футбольних матчах внутрішнього чемпіонату і міжнародних змаганнях. Також він регулярно з'являться в програмах Football Focus і Match of the Day і часто коментував недільні вечірні матчі для BBC Radio Five Live. Раніше він також працював разом з екс-форвардом «Ліверпуля» і нинішнім наставником збірної Уельсу Джоном Тошаком для телеканалу TV3 в Ірландії на матчах Ліги Чемпіонів.
Марк працював на радіо Today FM як футбольний експерт у програмі «Premiership Live», де проходить обговорення подій, пов'язаних з футболом, і робляться прогнози на матчі, які повинні відбутися в другій половині дня.
Одним з найбільш примітних моментів в його тілі-кар'єрі стало те, що Марк збрив свої «фірмові» вуса, після того, як в ефірі програми Football Focus передбачив, що «Болтон Вондерерз» покине Прем'єр-Лігу за підсумками сезону 2001/02 років. Команда Сема Еллардайса по закінченні сезону з Прем'єр-Ліги не вилетіла, і Лоуренсон стримав слово, зголивши вуса (з тих пір він їх більше не відпускав).
Марк веде колонку, присвячену клубу «Престон Норт Енд» в одній з газет Престона, а також щотижневу колонку в газеті «Liverpool Daily Post».
Крім того, Лоуренсон разом з коментатором телеканалів ITV і Setanta Sports — Джоном Чемпіоном — записав коментаторські семпли для гри Pro Evolution Soccer 2008, випущеною японською фірмою Konami. Марк залишався голосом PES до 2010 року, коли поступився своїм місцем Джиму Бегліну у Pro Evolution Soccer 2011.
Лоуро досі користується любов'ю і повагою серед уболівальників «Ліверпуля» і в 2006 році посів 35 місце в голосуванні «100 Players Who Shook The Kop» (100 гравців, які вразили Коп), від учасників якого потрібно вибрати десять найкращих гравців клубу всіх часів. У голосуванні взяли участь понад 110 тисяч уболівальників команди з усього світу, а його результати були опубліковані на офіційному сайті команди. Тим не менш, фани залишилися дуже незадоволені тим, як він коментував матч третього раунду Кубку Англії, який відбувся на «Енфілді» 7 січня 2007 року. Лоуренсон ніяк не відреагував на протести вболівальників «Ліверпуля», які вимагали справедливості у справі про трагедію на шеффілдському стадіоні «Гіллсборо», в результаті якої загинули 96 уболівальників. Джон Мотсон, також коментував цей матч, кілька разів намагався викликати Лоуренсона на розмову про це, але так і не зумів. 16 січня 2007 року у своїй колонці в «Liverpool Daily Post» Марк описав протест, як «потужний і розумний спосіб роз'яснити свою точку зору, спосіб, на який здатний тільки Коп».

## Досягнення
- Чемпіон Англії: 1981–82, 1982–83, 1983–84, 1985–86, 1987–88
- Володар Кубка Англії: 1985–86
- Володар Кубка європейських чемпіонів: 1983–84
- Володар Кубка англійської ліги: 1981–82, 1982–83, 1983–84
- Володар Суперкубка Англії: 1982, 1986